# فهرست آثار ملی شهرستان بهبهان
شهرستان بهبهان یکی از شهرستانهای استان خوزستان است که مرکز آن، شهر بهبهان است. شهرت بهبهان به خاطر لایه‌های گازی زیر زمینی و مناطق نفت خیز، زمین‌های وسیع کشاورزی و فراورده‌های لبنی مرغوب است. شهرستان بهبهان از طرف شمال و شمال شرقی به استان کهگیلویه و بویراحمد و از جنوب به استان بوشهر محدود می‌شود. شهرستان بهبهان کنونی تقریباً منطبق با استان اَرَّگان تاریخی است.

## آثار ثبت‌شده
| ردیف | نام اثر                             | نگاره | دیرینگی                                    | موقعیت | شمارهٔ ثبت | تاریخ ثبت  | منبع  |
| ---- | ----------------------------------- | ----- | ------------------------------------------ | --- | --------- | ---------- | ----- |
| ۱    | خرابه‌های عهد ساسانی                 |       | ساسانی                                     | ۷ کیلومتری شمال شرق بهبهان، کنار رودخانه مارون                                                             | ۴۴        | ۱۳۱۰/۰۶/۲۴ | [ ۳ ] |
| ۲    | تپه سبز                             |       | پیش از تاریخ                               | بهبهان، بخش مرکزی، روستای منصوریه                                                                          | ۹۰۷       | ۱۳۴۹/۱۰/۲۹ |       |
| ۳    | تل حسنک ۱                           |       | پیش از تاریخ                               | ۲ ک شمال بهبهان روستای منصوریه                                                                             | ۲۹۱۰      | ۱۳۷۹/۰۹/۲۰ |       |
| ۴    | تل حسنک ۲                           |       | پیش از تاریخ                               | شرق جاده بهبهان به روستای منصوریه ۲ک شمال                                                                  | ۲۹۱۱      | ۱۳۷۹/۰۹/۲۰ |       |
| ۵    | تل حسنک ۳                           |       | پیش از تاریخ                               | شرق جاده بهبهان به روستای منصوریه ۲ک شمال بهبه                                                             | ۲۹۱۲      | ۱۳۷۹/۰۹/۲۰ |       |
| ۶    | بشیر و نذیر                         |       |                                            | بهبهان، بلوار بشیر ونذیر                                                                                   | ۳۲۳۴      | ۱۳۷۹/۱۲/۲۵ |       |
| ۷    | تپه خندق                            |       |                                            | استان خوزستان، شهرستان بهبهان روستای دو دانگه                                                              | ۳۲۳۵      | ۱۳۷۹/۱۲/۲۵ |       |
| ۸    | راسته بازار بهبهان                  |       | پهلوی دوم                                  | بهبهان، خیابان عدالت، بین مراحل و جوانمردی                                                                 | ۳۷۶۹      | ۱۳۸۰/۰۲/۱۸ |       |
| ۹    | مدرسه خیرآباد                       |       | صفویه                                      | شهرستان بهبهان، روستای خیرآباد                                                                             | ۳۸۴۰      | ۱۳۸۰/۰۶/۱۲ |       |
| ۱۰   | تل گبری (تل بردی)                   |       | اسلامی                                     | شمال شهرستان بهبهان، نزدیک روستای آهنگران، در مسیر جاده ویس                                                | ۴۶۸۱      | ۱۳۸۰/۱۰/۱۱ |       |
| ۱۱   | امامزاده بابا احمد وگورستان پیرامون |       | صفویه                                      | ۴۰ کیلومتری شرق شهر لالی، تنگه بابا احمد                                                                   | ۴۶۸۲      | ۱۳۸۰/۱۰/۱۱ |       |
| ۱۲   | تل گوری پا                          |       | پیش از تاریخ                               | شهرستان بهبهان، ۳ کیلومتری جاده بهبهان، اهوای، جنوب غربی تل مهتاج و در فاصله ۲۰۰ متری آن                   | ۴۷۵۲      | ۱۳۸۰/۱۱/۲۳ |       |
| ۱۳   | تل بردی                             |       | از هزاره ۵ تا هزاره ۳ ق‌م                   | شهرستان بهبهان، بخش مرکزی، ۶ کیلومتری شمال شرق شهرستان بهبهان جاده آسفالته منصوریه، نزدیک کارخانه          | ۷۹۲۳      | ۱۳۸۱/۱۲/۱۷ |       |
| ۱۴   | محوطه فیلگه (فیل‌خانه)               |       | ساسانی                                     | شهرستان بهبهان، بخش مرکزی، روستای ویسی                                                                     | ۷۹۲۴      | ۱۳۸۱/۱۲/۱۷ |       |
| ۱۵   | تپه کاعلی گدا                       |       | هزاره ۵ و ۴ ق. م                           | بهبهان، بخش مرکزی، روستای کره سیاه                                                                         | ۷۹۲۵      | ۱۳۸۱/۱۲/۱۷ |       |
| ۱۶   | خانه حکیم                           |       | قاجاریه                                    | بهبهان، خیابان شهیدان بنک پور، کوچه شهید بخردیان                                                           | ۹۹۴۶      | ۱۳۸۲/۰۶/۲۳ |       |
| ۱۷   | تل جابر دو                          |       | عصر آهن ـ تاریخی                           | شهرستان بهبهان، بخش مرکزی، روستای ویس                                                                      | ۹۹۴۷      | ۱۳۸۲/۰۶/۲۳ |       |
| ۱۸   | خانه دهدشتی                         |       | قاجاریه                                    | بهبهان، میدان آزادی، خیابان جوانمردی، پشت مسجد امام جعفر صادق                                              | ۹۹۴۸      | ۱۳۸۲/۰۶/۲۳ |       |
| ۱۹   | تل مبناغون                          |       | اسلامی                                     | شهرستان بهبهان، بخش مرکزی، روستای شهرویس                                                                   | ۹۹۴۹      | ۱۳۸۲/۰۶/۲۳ |       |
| ۲۰   | مسجد غلامعلی                        |       | قاجاریه                                    | بهبهان، خیابان عدالت، پشت پاساژ احترامی                                                                    | ۹۹۵۰      | ۱۳۸۲/۰۶/۲۳ |       |
| ۲۱   | تپه خان کشته                        |       | ساسانی                                     | شهرستان بهبهان، بخش مرکزی، ۱/۵ کیلومتری جنوب غربی روستای خیرآباد                                           | ۹۹۵۱      | ۱۳۸۲/۰۶/۲۳ |       |
| ۲۲   | خانه حجازی                          |       | قاجاریه                                    | بهبهان، خیابان عدالت، پشت مسجد جامع                                                                        | ۹۹۷۰      | ۱۳۸۲/۰۶/۲۳ |       |
| ۲۳   | خانه بهادر دیوان (خانه نجف خان)     |       | قاجاریه                                    | بافت قدیم، بهبهان، خیابان عدالت، محله کاروانسرا                                                            | ۱۱۹۶۱     | ۱۳۸۴/۰۴/۰۵ |       |
| ۲۴   | خانه علوی‌ها                         |       | قاجاریه                                    | بهبهان، میدان عدالت، خیابان جوانمردی جنوبی، جنب مسجد امام جعفر (ع)                                         | ۱۱۹۶۲     | ۱۳۸۴/۰۴/۰۵ |       |
| ۲۵   | امامزاده اباذر زیدون                |       | قاجاریه                                    | شهرستان بهبهان، بخش زیدون، روستای اباذر، راه ارتباطی استان بوشهربه کهگیلویه وبویراحمد                      | ۱۱۹۶۳     | ۱۳۸۴/۰۴/۰۵ |       |
| ۲۶   | خانه اخوان                          |       | قاجاریه                                    | شهربهبهان، خ امام حسین، محله گود بقال، روبروی مسجد آیت الله معصومی، جنب فضای سبز، پ ۵۵                     | ۱۴۷۰۱     | ۱۳۸۴/۱۲/۱۶ |       |
| ۲۷   | خانه محسنی                          |       | پهلوی                                      | شهربهبهان، خیابان گرایمی، محله محسنی، پلاک ۸                                                               | ۱۴۷۰۲     | ۱۳۸۴/۱۲/۱۶ |       |
| ۲۸   | کلیسای نستوری تشان                  |       | ساسانی ـ اسلامی                            | شهرستان بهبهان، بخش مرکزی، دهستان تشان، روستای کلگه زار                                                    | ۱۴۷۰۳     | ۱۳۸۴/۱۲/۱۶ |       |
| ۲۹   | آسیاب بی‌بی یون                      |       | اسلامی (احتمالأصفوی)                       | شهرستان بهبهان، بخش مرکزی، دهستان دودانگه، نزدیک روستای کردستان                                            | ۱۴۷۰۶     | ۱۳۸۴/۱۲/۱۶ |       |
| ۳۰   | آسیاب خائیز                         |       | صفوی                                       | شهرستان بهبهان، بخش مرکزی، دهستان حومه، نزدیک روستای خائیز                                                 | ۱۴۷۰۷     | ۱۳۸۴/۱۲/۱۶ |       |
| ۳۱   | آسیاب گبری                          |       | اواخر صفوی                                 | شهرستان بهبهان، بخش مرکزی، دهستان تشان، روستای آهنگران، نزدیک تپه‌های گبری وجابر ۱٬۲٬۳،                     | ۱۴۷۰۸     | ۱۳۸۴/۱۲/۱۶ |       |
| ۳۲   | حمام ارجان                          |       | ساسانی                                     | شمال غربی شهر بهبهان، نرسیده به کارخانه سیمان، جنب سد شهدای بهبهان، محوطه باستان ارجان                     | ۱۴۷۰۹     | ۱۳۸۴/۱۲/۱۶ |       |
| ۳۳   | خانه موسوی نسب                      |       | پهلوی اول                                  | شهر بهبهان، خ گرایمی، محله محسنی، پ ۹                                                                      | ۱۴۷۱۵     | ۱۳۸۴/۱۲/۱۶ |       |
| ۳۴   | برج بمونی آقا                       |       | قاجار                                      | شهرستان بهبهان، بخش مرکزی، دهستان حومه، روستای برج بمونی آقا                                               | ۱۴۷۲۱     | ۱۳۸۴/۱۲/۱۶ |       |
| ۳۵   | تپه کیکاووس                         |       | تیموری ـ صفوی                              | شهرستان بهبهان، بخش مرکزی، دهستان دودانگه، روستای کیکاووس (گل زرد)                                         | ۱۴۷۲۲     | ۱۳۸۴/۱۲/۱۶ |       |
| ۳۶   | تپه قماربازان                       |       | تاریخی و اوایل اسلام                       | شهربهبهان، یک کیلومتری جنوب شرقی شهر، غرب جاده بهبهان به زیدون                                             | ۱۴۷۲۳     | ۱۳۸۴/۱۲/۱۶ |       |
| ۳۷   | مسجد دهباشی                         |       | قاجار                                      | شهربهبهان، خ شهیدان نیک پور، محله گودچهک، کوچه دهباشی، مسجد دهباشی                                         | ۱۴۹۹۷     | ۱۳۸۴/۱۲/۱۶ |       |
| ۳۸   | مسجد بین الحرمین                    |       | قاجار                                      | شهر بهبهان، محله پهلوانان، بین دو حرم امامزاده فضل و شاه میرعلی حسین                                       | ۱۴۹۹۹     | ۱۳۸۴/۱۲/۱۶ |       |
| ۳۹   | منزل محمد تقی پیروز                 |       | پهلوی اول                                  | شهر بهبهان، خ گرایمی، محله محسنی‌ها، پ ۴                                                                    | ۱۵۰۲۷     | ۱۳۸۴/۱۲/۲۴ |       |
| ۴۰   | منزل آقای رضائی زارع                |       | اواخر دوره قاجاریه                         | شهربهبهان، محله شاه فضل، ک پیروزی، پ۲۳                                                                     | ۱۵۰۲۸     | ۱۳۸۴/۱۲/۲۴ |       |
| ۴۱   | منزل رکابی                          |       | قاجاریه ـ اوایل پهلوی                      | شهر بهبهان، محله گود بقال، محله گچ پزان، ک رکابی، پ۸۰                                                      | ۱۵۰۲۹     | ۱۳۸۴/۱۲/۲۴ |       |
| ۴۲   | منزل پور اسماعیل                    |       | قاجاریه ـ پهلوی                            | شهر بهبهان، خ شهیدان نیک پور (سلطان محراب)، سه راهی گودچهک، ک سید جمال الدین اسدآبادی، پ ۲۸                | ۱۵۰۳۰     | ۱۳۸۴/۱۲/۲۴ |       |
| ۴۳   | محوطه تنگ گرمز                      |       | قرون اولیه و میانه اسلامی                  | شهرستان بهبهان، بخش مرکزی، دهستان حومه، دو کیلومتری شرق روستای گرمز علیا، سمت چپ رودخانه خیرآباد           | ۱۹۲۳۴     | ۱۳۸۶/۰۵/۰۱ |       |
| ۴۴   | محوطه بی‌بی یون                      |       | اسلامی ـ قرون ۶ دو ه‍.ق                      | شهرستان بهبهان، بخش مرکزی، دهستان حومه، جنوب روستای کردستان علیا                                           | ۱۹۲۳۵     | ۱۳۸۶/۰۵/۰۱ |       |
| ۴۵   | قلعه گرمز                           |       | ساسانی ـ قرون اولیه اسلامی                 | شهرستان بهبهان، بخش مرکزی، دهستان حومه، روستای گرمز، ۲۰۰ م جنوب شرقی روستای گرمز علیا                      | ۱۹۲۳۶     | ۱۳۸۶/۰۵/۰۱ |       |
| ۴۶   | تل سوخته                            |       | قرون ۶–۵ ه‍.ق                                | شهرستان بهبهان، بخش مرکزی، دهستان کردستان، روستای قالند علیا، شرق امامزاده بی بی یون                       | ۱۹۲۳۷     | ۱۳۸۶/۰۵/۰۱ |       |
| ۴۷   | تل عروسو                            |       | ساسانی ـ قرون اولیه اسلامی                 | شهرستان بهبهان، بخش مرکزی، دهستان حومه، روستای منصوریه                                                     | ۱۹۲۳۸     | ۱۳۸۶/۰۵/۰۱ |       |
| ۴۸   | تل احمد خانی                        |       | ساسانی ـ قرون ۳ دو ه‍.ق                      | شهر بهبهان، ۴ کیلومتری شمال غرب شهرک منصوریه                                                               | ۱۹۲۳۹     | ۱۳۸۶/۰۵/۰۱ |       |
| ۴۹   | تپه بقارا                           |       | هزاره ۴ ق‌م                                 | شهرستان بهبهان، بخش مرکزی، دهستان حومه، یک کیلومتری غرب روستای قلعه سید                                    | ۱۹۲۴۰     | ۱۳۸۶/۰۵/۰۱ |       |
| ۵۰   | مجموعه بناهای روش مهر               |       | قرون اولیه اسلامی                          | شهرستان بهبهان، بخش مرکزی، دهستان حومه، تنگ تکاب، ۵ کیلومتری شرق روستای امام رضا (ع ۹                      | ۱۹۲۴۲     | ۱۳۸۶/۰۵/۰۱ |       |
| ۵۱   | تل پیر گل سرخ                       |       | اسلامی (سده یک تا ۵ ه‍.ق)                    | شهرستان بهبهان، بخش مرکزی، دهستان حومه، شرق روستای اسلام‌آباد                                               | ۱۹۲۴۳     | ۱۳۸۶/۰۵/۰۱ |       |
| ۵۲   | قنات‌های تنگه گرمز                   |       | ساسانی ـ قرون اولیه اسلامی                 | شهرستان بهبهان، بخش مرکزی، دهستان حومه، یک کیلومتری شمال روستای گرمز علیا                                  | ۱۹۲۴۴     | ۱۳۸۶/۰۵/۰۱ |       |
| ۵۳   | تل کردستان ۴                        |       | هزاره دوم ق. م ـ قرون اولیه و میانی اسلامی | شهرستان بهبهان، بخش مرکزی، دهستان حومه، روستای کردستان کوچک                                                | ۱۹۲۴۵     | ۱۳۸۶/۰۵/۰۱ |       |
| ۵۴   | محوطه تنگ باغ                       |       | ساسانی ـ قرون اولیه اسلامی                 | شهرستان بهبهان، بخش مرکزی، دهستان حومه، جنوب شرق تنگ تکاب، ۱۰ کیلومتری شمال شرقی روستای امام رضا (ع)       | ۱۹۲۴۷     | ۱۳۸۶/۰۵/۰۱ |       |
| ۵۵   | تل کردستان ۳                        |       | ایلامی                                     | شهرستان بهبهان، بخش مرکزی، دهستان حومه، شرق روستای کردستان کوچک                                            | ۱۹۲۴۸     | ۱۳۸۶/۰۵/۰۱ |       |
| ۵۶   | تل کردستان ۱                        |       | هزاره دوم ق. م                             | شهرستان بهبهان، بخش مرکزی، دهستان حومه، روستای کردستان کوچک                                                | ۱۹۲۴۹     | ۱۳۸۶/۰۵/۰۱ |       |
| ۵۷   | محوطه رئیس تقی                      |       | سده ۱۰ ه‍.ق تا کنون                          | شهرستان بهبهان، بخش مرکزی، دهستان حومه، قبل از مجتمع ساحلی خارستان، ۴۰۰ م غرب روستای رئیس تقی              | ۱۹۲۵۰     | ۱۳۸۶/۰۵/۰۱ |       |
| ۵۸   | تپه دوتلون                          |       | هزاره اول ق‌م                               | شهرستان بهبهان، بخش مرکزی، دهستان حومه، یک کیلومتری شمال غرب روستای منصوریه                                | ۱۹۲۵۱     | ۱۳۸۶/۰۵/۰۱ |       |
| ۵۹   | عمارت چم آسیاب                      |       | قاجاریه                                    | شهرستان بهبهان، بخش مرکزی، دهستان حومه، ۱/۵ کم جنوب غرب روستای گرمز علیا                                   | ۱۹۲۵۲     | ۱۳۸۶/۰۵/۰۱ |       |
| ۶۰   | آسیاب رئیس تقی                      |       | قرون ۱۳–۱۰ ق                               | شهرستان بهبهان، بخش مرکزی، دهستان حومه، ۵۰۰ م غرب روستای رئیس تقی                                          | ۱۹۲۵۳     | ۱۳۸۶/۰۵/۰۱ |       |
| ۶۱   | محوطه آقا پیر حیدر                  |       | قرون اولیه اسلامی                          | شهرستان بهبهان، بخش مرکزی، دهستان حومه، روستای گرمز                                                        | ۱۹۲۵۴     | ۱۳۸۶/۰۵/۰۱ |       |
| ۶۲   | تل کردستان ۲                        |       | هزاره ۴ ق‌م                                 | شهرستان بهبهان، بخش مرکزی، دهستان حومه، روستای کردستان کوچک                                                | ۱۹۲۵۵     | ۱۳۸۶/۰۵/۰۱ |       |
| ۶۳   | تل بج                               |       | قرون ۶–۵ ه‍.ق                                | شهرستان بهبهان، بخش مرکزی، دهستان حومه، یک کیلومتری شرق قالند سفلی                                         | ۱۹۲۵۶     | ۱۳۸۶/۰۵/۰۱ |       |
| ۶۴   | تل حاج ابول                         |       | اسلامی ـ سده ۶–۵ ه‍.ق                        | شهرستان بهبهان، بخش مرکزی، دهستان حومه، دو کیلومتری جنوبی غربی منصوریه                                     | ۱۹۲۵۷     | ۱۳۸۶/۰۵/۰۱ |       |
| ۶۵   | تپه شلمبوزار                        |       | ساسانی ـ قرون ۲تا ۵ق                       | شهرستان بهبهان، بخش مرکزی، دهستان حومه، ۴ کیلومتری غرب روستای امام رضا                                     | ۱۹۲۵۸     | ۱۳۸۶/۰۵/۰۱ |       |
| ۶۶   | محوطه بنه باشت                      |       | ایلامی ـ ساسانی ـ قرون میانه اسلامی        | شهرستان بهبهان، کیلومتری ۷ جاده بهبهان به زیدون، ۱۰۰ م چپ جاده                                             | ۱۹۲۵۹     | ۱۳۸۶/۰۵/۰۱ |       |
| ۶۷   | پل بکان                             |       | ساسانی                                     | شهرستان بهبهان، بخش مرکزی، دهستان حومه، روستای امام رضا (ع)، روی رودخانه مارون                             | ۱۹۲۶۰     | ۱۳۸۶/۰۵/۰۱ |       |
| ۶۸   | محوطه بکان                          |       | قرون میانه اسلامی                          | شهرستان بهبهان، بخش مرکزی، دهستان حومه، روستای امام رضا (ع)                                                | ۱۹۲۶۱     | ۱۳۸۶/۰۵/۰۱ |       |
| ۶۹   | تل گچینه‌ای                          |       | سده ۳ تا ۷ ق                               | شهرستان بهبهان، بخش مرکزی، دهستان حومه، دو کیلومتری شرق روستای خارستان علیا                                | ۱۹۲۶۲     | ۱۳۸۶/۰۵/۰۱ |       |
| ۷۰   | تل سفیدک                            |       | قرون ۶–۵ ق                                 | شهرستان بهبهان، بخش مرکزی، دهستان حومه، ۲/۵ کیلومتری شرق روستای خارستان علیا                               | ۱۹۲۶۳     | ۱۳۸۶/۰۵/۰۱ |       |
| ۷۱   | تل میلک                             |       | هزاره ۴ ق‌م ـ ایلامی ـ هخامنشی              | شهرستان بهبهان، بخش مرکزی، دهستان حومه، ۱/۵ کیلومتری جنوب شرق روستای خارستان علیا                          | ۱۹۲۶۴     | ۱۳۸۶/۰۵/۰۱ |       |
| ۷۲   | آسیاب گرمز                          |       | قرون ۶–۵ ه‍.ق                                | شهرستان بهبهان، بخش مرکزی، دهستان حومه، دو کیلومتری جنوب روستای گرمز، محوطه آقا پیر حیدر                   | ۱۹۲۶۵     | ۱۳۸۶/۰۵/۰۱ |       |
| ۷۳   | تل شیرازی                           |       | هزاره ۴ ق. م                               | شهرستان بهبهان، بخش مرکزی، دهستان حومه، روستای اسلام‌آباد                                                   | ۱۹۲۶۶     | ۱۳۸۶/۰۵/۰۱ |       |
| ۷۴   | تپه دو تلون سالارآباد               |       | هزاره ۴–۵ ق‌م ـ قرون متأخر اسلامی           | شهرستان بهبهان، بخش مرکزی، دهستان حومه، شرق روستای سالارآباد                                               | ۱۹۲۶۷     | ۱۳۸۶/۰۵/۰۱ |       |
| ۷۵   | تل گنجی                             |       | سده ۴ تا ۹ ه‍.ق                              | شهرستان بهبهان، بخش مرکزی، دهستان حومه، ۱/۵ کیلومتری غرب روستای امام رضا                                   | ۱۹۲۶۸     | ۱۳۸۶/۰۵/۰۱ |       |
| ۷۶   | تپه کل صفر                          |       | سده ۵ تا ۹ ه‍.ق                              | شهرستان بهبهان، بخش مرکزی، دهستان حومه، روستای خارستان علیا                                                | ۱۹۲۶۹     | ۱۳۸۶/۰۵/۰۱ |       |
| ۷۷   | تپه زیره                            |       | هزاره ۳ ق‌م                                 | شهرستان بهبهان، بخش مرکزی، دهستان حومه، روستای اسلام‌آباد                                                   | ۱۹۲۷۰     | ۱۳۸۶/۰۵/۰۱ |       |
| ۷۸   | تل محمد تقی بیگی                    |       | هزاره ۴ ق. م                               | شهرستان بهبهان، بخش مرکزی، دهستان حومه، روستای اسلام‌آباد                                                   | ۱۹۲۷۱     | ۱۳۸۶/۰۵/۰۱ |       |
| ۷۹   | آسیاب خارستان                       |       | قرون ۱۳–۱۴ ه‍.ق                              | شهرستان بهبهان، بخش مرکزی، دهستان حومه، روستای خارستان                                                     | ۱۹۲۷۲     | ۱۳۸۶/۰۵/۰۱ |       |
| ۸۰   | تل باغی                             |       | هزاره دو ق‌م                                | شهرستان بهبهان، بخش مرکزی، دهستان حومه، دو کیلومتری شمال غرب روستای اسلام‌آباد                              | ۱۹۲۷۳     | ۱۳۸۶/۰۵/۰۱ |       |
| ۸۱   | تپه جو خون جا                       |       | هزاره ۲و یک ق. م                           | شهرستان بهبهان، بخش مرکزی، دهستان حومه، روستای کریم آباد                                                   | ۱۹۲۷۴     | ۱۳۸۶/۰۵/۰۱ |       |
| ۸۲   | تل کوتاه                            |       | هزاره دوم ق. م                             | شهرستان بهبهان، بخش مرکزی، دهستان حومه، ۱/۵ کیلومتری شرق روستای کریم آباد                                  | ۱۹۲۷۵     | ۱۳۸۶/۰۵/۰۱ |       |
| ۸۳   | تپه ضدهوایی                         |       | قرون میانه اسلامی                          | شهرستان بهبهان، بخش مرکزی، دهستان حومه، جنوب روستای امام رضا (ع)                                           | ۱۹۲۷۶     | ۱۳۸۶/۰۵/۰۱ |       |
| ۸۵   | تل دو زن (غربی)                     |       | ایلامی                                     | شهرستان بهبهان، بخش مرکزی، دهستان حومه، روستای اسلام‌آباد                                                   | ۱۹۲۷۷     | ۱۳۸۶/۰۵/۰۱ |       |
| ۸۶   | تل حسنک                             |       | ساسانی ـ قرون ۳ و دو ه‍.ق                    | شهر بهبهان، کیلومتری دو جاده بهبهان به زیدون                                                               | ۱۹۲۷۸     | ۱۳۸۶/۰۵/۰۱ |       |
| ۸۷   | تل برکه                             |       | قرون میانه اسلامی                          | شهرستان بهبهان، بخش مرکزی، دهستان حومه، ۳ کیلومتری روستای اسلام‌آباد                                        | ۱۹۲۷۹     | ۱۳۸۶/۰۵/۰۱ |       |
| ۸۸   | تل موشکی                            |       | هزاره دو ق‌م                                | شهرستان بهبهان، بخش مرکزی، دهستان حومه، روستای قلعه سید                                                    | ۱۹۲۸۰     | ۱۳۸۶/۰۵/۰۱ |       |
| ۸۹   | مجموعه قناتهای کهن گرمز سفلی        |       | قرون اولیه اسلامی                          | شهرستان بهبهان، بخش مرکزی، دهستان حومه، ۵ کیلومتری غرب روستای گرمز سفلی                                    | ۱۹۲۸۱     | ۱۳۸۶/۰۵/۰۱ |       |
| ۹۰   | تپه اوگرمک                          |       | قرون میانه اسلامی                          | شهرستان بهبهان، بخش مرکزی، دهستان حومه، سمت راست جاده بهبهان به اسدآباد، دو کیلومتری شرق روستای قالند وسطی | ۱۹۲۸۲     | ۱۳۸۶/۰۵/۰۱ |       |
| ۹۱   | محوطه بدیل                          |       | ساسانی ـ قرون ۳ دو ق                       | شهرستان بهبهان، بخش مرکزی، دهستان حومه، ۳۰۰ م شمال روستای امام رضا                                         | ۱۹۲۸۳     | ۱۳۸۶/۰۵/۰۱ |       |
| ۹۲   | استودان‌های پیر گل سرخ               |       | اواخر ساسانی ـ قرون اولیه اسلامی           | شهرستان بهبهان، بخش مرکزی، دهستان حومه، ۵ کیلومتری شرق روستای اسلام‌آباد                                    | ۱۹۲۸۴     | ۱۳۸۶/۰۵/۰۱ |       |
| ۹۳   | تپه سیاه                            |       | هخامنشی                                    | شهرستان بهبهان، بخش مرکزی، دهستان حومه، ۵ کیلومتری جنوب غرب روستای امام رضا                                | ۱۹۲۸۵     | ۱۳۸۶/۰۵/۰۱ |       |
| ۹۴   | تل کنارکره شمالی                    |       | قرون میانه اسلامی ـ قرون ۶–۵ ق             | شهرستان بهبهان، بخش مرکزی، دهستان حومه، یک کیلومتری شمال رود مارون و شمال شرقی روستای قالند سفلی           | ۱۹۲۸۶     | ۱۳۸۶/۰۵/۰۱ |       |
| ۹۵   | تپه کنار کره جنوبی                  |       | قرون میانه اسلامی ـ قرون ۶–۵ ه‍.ق            | شهرستان بهبهان، بخش مرکزی، دهستان حومه، شمال رود مارون، ۱ک م شمال شرقی روستای قالند سفلی                   | ۱۹۲۸۷     | ۱۳۸۶/۰۵/۰۱ |       |
| ۹۶   | محوطه ایلامی ارجان                  |       | هزاره دو ق‌م                                | شهرستان بهبهان، بخش مرکزی، دهستان حومه، تأسیسات سد شهدا، ۲/۵ کیلومتری غرب روستای امام رضا (ع)              | ۱۹۲۸۸     | ۱۳۸۶/۰۵/۰۱ |       |
| ۹۷   | تل بردی                             |       | قرون میانه و متأخر اسلامی                  | شهرستان بهبهان، بخش مرکزی، دهستان حومه، یک کیلومتری شمال روستای منصوریه                                    | ۱۹۲۸۹     | ۱۳۸۶/۰۵/۰۱ |       |
| ۹۸   | تل نارنجستان                        |       | ساسانی ـ قرون اولیه اسلامی                 | شهرستان بهبهان، بخش مرکزی، دهستان حومه، ۳ کیلومتری شمال غرب روستای منصوریه                                 | ۱۹۲۹۰     | ۱۳۸۶/۰۵/۰۱ |       |
| ۹۹   | تل قنواتی                           |       | قرون میانه اسلامی ـ قرون ۶–۵ ه‍.ق            | شهرستان بهبهان، بخش مرکزی، دهستان حومه، ۳ کیلومتری شمال غرب روستای منصوریه                                 | ۱۹۲۹۱     | ۱۳۸۶/۰۵/۰۱ |       |
| ۱۰۰  | تپه دو زن شرقی                      |       | هزاره دو ق. م                              | شهرستان بهبهان، بخش مرکزی، دهستان حومه، روستای اسلام‌آباد                                                   | ۱۹۲۹۲     | ۱۳۸۶/۰۵/۰۱ |       |
| ۱۰۱  | عمارت بنه باشت                      |       | قاجاریه                                    | شهرستان بهبهان، بخش مرکزی، دهستان منصوریه، ۶ کیلومتری جنوب غرب روستای گرمز سفلی                            | ۲۰۱۴۱     | ۱۳۸۶/۰۸/۲۲ |       |
| ۱۰۲  | امامزاده و گورستان پشکر             |       | ساسانی ـ قرون اولیه اسلامی                 | شهرستان بهبهان، بخش مرکزی، دهستان منصوریه، ۵۰۰ م جنوب روستای پشکر                                          | ۲۰۲۸۷     | ۱۳۸۶/۰۸/۲۷ |       |
| ۱۰۳  | آرامگاه میر عبدالله                 |       | قرون میانه اسلامی                          | شهرستان بهبهان، بخش مرکزی، دهستان منصوریه، ۷۰۰ م شمال روستای قالند علیا                                    | ۲۰۲۸۸     | ۱۳۸۶/۰۸/۲۷ |       |